# Jaimee Foxworth
Pour les articles homonymes, voir Foxworth.
Jaimee Monae Foxworth est une actrice américaine née le 17 décembre 1979 à Scott Air Force Base dans l'Illinois aux États-Unis. Elle joua le rôle de Judy Winslow dans la série télévisée La Vie de famille pendant quatre ans. Plus tard elle se dirigea vers une carrière dans les films à caractère pornographique sous le nom de Crave.

## Carrière
Jaimee Foxworth débute en tant que mannequin dès l'âge de cinq ans et bien plus tard elle apparaît dans le rôle de Judy Winslow dans la série La Vie de famille, mais Foxworth est licenciée en 1993 après quatre saisons. Le personnage de Judy Winslow disparaît sans que la moindre explication ne soit donnée dans la série et de la part des producteurs.
Plus tard Foxworth crée un groupe de musique avec ses deux sœurs, qui ne dure pas longtemps. Elle tombe ensuite dans la drogue (Marijuana) et l'alcool, et tombe ensuite dans la dépression. Ce n'est que bien plus tard qu'elle remonte la pente et choisit une carrière dans les films pornographiques avec le pseudonyme de Crave.

## Vie privée
- en 2008, Foxworth parle de ses problèmes d'addiction à la drogue dans le reality show Celebrity Rehab animé par le Dr. Drew Pinsky. Le 17 juillet 2008 lors du show radio Dr. Drew Live, le Dr. Drew Pinsky mentionne brièvement qu'il soupçonne Jaimee Foxworth de toujours être accro au cannabis.
- En décembre 2008, le magazine People rapporte que Foxworth est enceinte et qu'elle et son petit ami attendent l'heureux événement pour le printemps 2009. Le magazine rapporte également que Foxworth travaille sur un projet de carrière dans la musique et un reality show ainsi qu'une autobiographie qu'elle remettrait pour l'année 2009[2],[3].
- Le 29 mai 2009 la chaîne américaine TV One et sa série Life After lance pour sujet un documentaire sur la carrière de Jaimee Foxworth comprenant ses débuts dans la série La Vie de famille ainsi que les causes de son départ, sa carrière dans le X ainsi que son usage de drogue (marijuana). Durant le show, Foxworth explique qu'elle avait arrêté d'en fumer. Son fils est également présenté durant le show.

## Filmographie
- 1989 - 1993 : La Vie de famille (TV) : Judy Winslow